# Paul Knox
Thomas Paul Patrick Knox (* 23. November 1933 in Toronto, Ontario; † 24. August 2022 in Southampton, Ontario) war ein kanadischer Eishockeyspieler, der in seiner aktiven Zeit von 1950 bis 1959 unter anderem für die Toronto Maple Leafs in der National Hockey League spielte.

## Karriere

### National
Paul Knox begann seine Karriere als Eishockeyspieler in seiner Heimatstadt bei den Toronto St. Michael’s Majors, für die er von 1950 bis 1954 in der Junior Ontario Hockey Association aktiv war. Anschließend besuchte er die University of Toronto, für deren Eishockeymannschaft er parallel zu seinem Studium spielte. Während der Saison 1954/55 kam er zudem zu einem einzigen Einsatz für die Toronto Maple Leafs aus der National Hockey League, bei dem er punkt- und straflos blieb. Zur Saison 1955/56 schloss er sich der Amateurmannschaft Kitchener-Waterloo Dutchmen aus der Senior Ontario Hockey Association an, mit denen er 1956 Kanada bei den Olympischen Winterspielen repräsentierte. Bei den Dutchmen blieb er weitere drei Jahre, ehe er seine Karriere 1959 bereits im Alter von 25 Jahren beendete.

### International
Für Kanada nahm Knox an den Olympischen Winterspielen 1956 in Cortina d’Ampezzo teil, bei denen er mit seiner Mannschaft die Bronzemedaille gewann.

## Erfolge und Auszeichnungen
- 1956 Bronzemedaille bei den Olympischen Winterspielen